# Белеутово
Белеу́тово (рос. Белеутово) — присілок у складі Ленінського міського округу Московської області, Росія.

## Населення
Населення — 418 осіб (2010; 319 у 2002).
Національний склад (станом на 2002 рік):
- росіяни — 93 %